# Aleksei Nikolaevich Leontiev

## Tiểu sử
Cuộc đời Leontiev gắn liền với Đại học Quốc gia Moskva (MGU). Năm 1921, ông học tại khoa Sử-Triết của trường. Vào thời điểm này, ở bộ môn Triết học thuộc khoa có giáo sư G. I. Chelpanov dạy tâm lý học. Leontiev đã học tâm lý học từ Chelpanov. Năm 1924, Leontiev tốt nghiệp, lúc này khoa mang tên khoa Khoa học xã hội. Leontiev đã làm việc với Lev Vygotsky và Alexander Luria trong khoảng thời gian từ 1924 đến 1930, cộng tác để phát triển tâm lý học Marxist, nghiên cứu phản ứng với hành vi và tập trung vào các cơ chế kích thích phản ứng để giải thích cho hành vi con người. Từ những năm 1930 trở đi, áp lực chính trị ngày càng tăng khiến các hoạt động khoa học bị hạn chế, Leontiev rời Moscow (Moskva) vào năm 1931 để tham gia vào một nhóm nghiên cứu ở Kharkiv (hay Kharkov; Luria là người thành lập nhóm nghiên cứu này) - nơi Vygotsky vẫn thường xuyên lui tới để trao đổi hướng dẫn nhóm; thường Vygotsky giảng dạy ở Moscow và sau đó lại di chuyển sang Kharkov để hỗ trợ (khi đó Kharkov là thủ phủ của Ukraine, thuộc Liên Bang Xô Viết). Sau đó thỉnh thoảng ông có liên hệ với Vygotsky trong các vấn đề khoa học (Veer and Valsiner, 1991). Leontiev trở lại Moskva năm 1934. Sau đó, ông trở thành trưởng bộ môn Tâm lý học thuộc khoa Triết học ở Đại học Quốc gia Moskva. Năm 1966, Leontiev là trưởng khoa đầu tiên của khoa Tâm lý học mới thành lập của trường. Ông làm việc tại đây đến khi mất vì một cơn đau tim vào năm 1979.